# Cyprinodon maya
Cyprinodon maya là một loài cá thuộc họ Cyprinodontidae. Nó là loài đặc hữu của México.